# Idella
Idella fue un semanario en castellano sobre información local, arte y literatura que se editó en la ciudad de Elda entre 1926 y 1930.

## Historia
El semanario salió a la calle el 8 de febrero de 1926. Fundado por el empresario local Manuel Maestre Gras, que ejerció de mecenas del proyecto. Si bien su ámbito de distribución se circunscribía principalmente a la ciudad de Elda, la calidad y cantidad de colaboradores literarios hacía que su presencia alcanzara diferentes puntos de la geografía española, gracias al sistema de suscripción. El subtítulo de cabecera lo califica como semanario independiente; no obstante, el equipo de profesionales que conformaban el semanario en su fundación era de tendencias profundamente republicanas, lo que se plasmaba en la publicación, si bien de manera más moderada que en cabeceras contemporáneas que ejercían como altavoz de partidos políticos.
La filosofía del periódico se plasma en varias frases que se insertan en los diferentes editoriales que ilustran la primera página de cada número, o bien se resaltan en lo alto de la página. Su vocación de periódico local, a la vez que dinamizador del interés por el arte y la literatura queda patente en afirmaciones como: "Nuestro lema es sagrado y respetable: Todo por Elda y para Elda", "Idella no persigue fin lucrativo alguno", "Más importante que la riqueza económica lo es la riqueza moral", o "La Prensa es el índice cultural de los pueblos".
La presencia y colaboración de destacados literatos elevó considerablemente el prestigio y aceptación del semanario, lo que unido a una nutrida participación en la publicidad de gran cantidad de comercios y fábricas de calzado de la localidad, propició que la vida del periódico alcanzara los cuatro años, con la única interrupción del período entre el 13 de julio de 1929, (N.º 173, que fue recogido y retirado de la circulación por la censura) y el 19 de octubre de 1929 (N.º 174) tras cumplir una sanción gubernativa de tres meses.
En el ámbito local, Idella trataba infinidad de asuntos que afectaban a la vida de la ciudad, aunque su foco de atención en temas locales solía centrarse en la industria del calzado y su problemática.
La aceptación social y comercial de la cabecera no evitaron que Idella saliera a la calle por última vez el 15 de marzo de 1930, con su N.º 194.

## Características principales
Fecha de publicación del primer número: 8 de febrero de 1926. Fecha de publicación del último número (N.º 194): 15 de marzo de 1930.
Redacción y administración: Calle Colón, 16 de Elda (N.º 1 hasta 126). Calle San José, 10 de Elda (N.º 127 hasta su desaparición).
Talleres de impresión: Tipografía Moderna de Elda (N.º 1 al 26), Talleres Tipográficos de El Día de Alicante (N.º 27 al 46), Tipografía Viuda de Cantó de Novelda (N.º 47 al 194).
Equipo fundador: Maximiliano García Soriano (Director), José Capilla Beltrán (Redactor Jefe), Emiliano Vera González (Administrador).
Directores: Maximiliano García Soriano (N.º 1 al 26), Antonio Gonzálvez Vera (N.º 27 al 52), José Capilla Beltrán (N.º 53 al 128, más 193 a 194), Cándido Amat Casáñez (Nº129 al 192).
Equipo de redactores durante la vida del semanario: José Capilla Beltrán, Maximiliano García Soriano, Antonio Gonzálvez Vera, Cándido Amat Casáñez, Emiliano Vera, José Francés Berenguer, Manuel Maestre Payá, Eloy Catalán Cantó, Martín Llopis, Rafael Casanova, Ángel Vera Coronel, Emilio Rico Albert, José Joaquín González Payá, Rafael Juan Vera, Venancio Caballero, Joaquín Porta Rausa y Emérito Maestre Maestre.
Colaboradores ocasionales: superan el centenar a lo largo de la vida del periódico. Cabría destacar a Rodolfo Llopis, Francisco Alonso Rico, Gaspar Archent Avellán, Luis Arráez Martínez, Isabel Calvera, Antonio Montoro, Luis Nieto García, Remedios Picó, Conchita Quiles, Norberto Rosas Vives, Dr. Marciano Andrés Salgado Barbudo, Ángel Samblancat, Miguel Tato y Amat, Silvestre Verdú, Miguel Villalta Gisbert o Julián de Zugazagoitia.
Dibujantes: Luis Bagaría Bou, Óscar Porta, José Amorós "Carlos", Luis, Kon-D y Viraguez.
Fotógrafos: las fotos no aparecen referenciadas, por lo que no es posible identificar a los autores.
Día de aparición semanal: sábado.
Dimensiones: 50 x 35 cm.
Número de columnas: 5.
Ilustraciones: viñetas dibujadas, humor gráfico, caricaturas, fotografías.
Secciones fijas: Editorial, Deportes, Notas locales y generales.
Secciones variables: A todo rumbo, Joyas del periodismo, Ofertas y demandas, Bosquejos, De la máscara y la pantalla, etc.

## Colaboradores honorarios
Los escritores que colaboraron habitualmente y que aportaron al periódico su característica más reconocida, la calidad literaria, fueron:
- José Martínez Ruiz "Azorín".
- Gabriel Miró.
- Rafael Altamira.
- Pío Baroja.
- Álvaro de Albornoz.
- Juan Botella.
- Marcelino Domingo.
- Eduardo Zamacois.